# Magic Trackpad
Magic Trackpad je multi-touch trackpad, ki ga izdeluje podjetje Apple Inc. Izdelek je bil predstavljen 27. julija 2010 in je podoben trackpadom, ki se nahajajo na modelih prenosnih računalnikov MacBook in MacBook Pro, vendar za 80% večji. Trackpad je kompatibilen z računalniki Macintosh, ki uporabljajo operacijski sistem Mac OS X Snow Leopard verzije 10.6.4 ali več, programsko opremo pa je v okviru Appleovega Boot Campa z dodanim driverjem mogoče implementirati tudi na OS Windows 7, Windows XP in Windows Vista. V smislu osnovnih funkcij je kompatibilen tudi z osebnimi računalniki, ki uporabljajo operacijski sistem Windows.